# Elezione del Presidente della Camera del 1983

Risultati I Scrutinio: Nilde Iotti (480); Alfredo Pazzaglia (48); Voti dispersi (33); Schede bianche (44); Assenti=25.

L'elezione del presidente della Camera del 1983 per la IX legislatura della Repubblica Italiana si è svolta il 12 luglio 1983.
Il presidente della Camera uscente è Leonilde Iotti. Presidente provvisorio è Oscar Luigi Scalfaro.
Presidente della Camera dei deputati, eletta al I scrutinio, è Leonilde Iotti.

## L'elezione

### Preferenze per Leonilde Iotti
| Scrutinio | Voti | Percentuale |
| --------- | ---- | ----------- |
| I         | 480  | 79,3%       |

## 12 luglio 1983

### I scrutinio
Per la nomina è richiesta una maggioranza pari a due terzi dei deputati.
| Dati votazione | Dati votazione |                | Nome              | Nome | Voti |
| -------------- | -------------- | -------------- | ----------------- | ---- | ---- |
| Presenti       | 605            |                | Nilde Iotti       | 480  |      |
| Votanti        | 605            |                | Alfredo Pazzaglia | 48   |      |
| Astenuti       | 0              |                | Voti dispersi     | 33   |      |
| Maggioranza    | 420            | Schede bianche | 44                |      |      |
|                |                | Schede nulle   | 0                 |      |      |

Risulta eletta: Leonilde Iotti